# Cuaespinós de Cundinamarca
El cuaespinós de Cundinamarca (Synallaxis subpudica) és una espècie d'ocell de la família dels furnàrids (Furnariidae).

## Hàbitat i distribució
Viu entre la malesa del bosc al vessant oriental dels Andes de l'est de Colòmbia.